# Rebilus lugubris
Rebilus lugubris är en spindelart som först beskrevs av Ludwig Carl Christian Koch 1875.  Rebilus lugubris ingår i släktet Rebilus och familjen Trochanteriidae. Inga underarter finns listade i Catalogue of Life.